# Elenco degli scrittori di lingua francese per anno di nascita
Elenco degli scrittori di lingua francese, elencati per anno di nascita (poi in ordine alfabetico all'interno di ciascun anno) :

## Nato nel XI° secolo
- Turoldo, autore della Chanson de Roland . L'ultima riga del manoscritto di Oxford è il gesto che Turoldo rifiuta. ( Wikisource ).
- Philippe de Thaon, attivo intorno al 1119-1140. Probabilmente nato prima del 1100.

## Nato nel XII° secolo
- Benoît de Sainte-Maure (XII°secolo)
- Robert Wace (v. 1100-v. 1174)
- Eudes de Deuil (v. 1110-1162)
- Chrétien de Troyes (v. 1130-v. 1180)
- Gautier d'Arras (1135-1189)
- Conone di Béthune (v. 1150-1219)
- Guiot de Provins (v. 1150-après 1208)
- Alexandre de Bernay ou de Paris (v. 1158-?)
- Gace Brulé (v. 1160-v. 1213)
- Hélinand di Froidmont (v. 1160-v. 1229)
- Goffredo di Villehardouin (1160-v. 1213)
- Jean Bodel (v. 1165-v. 1205)
- Raoul de Houdenc (v. 1165-1230)
- Gautier de Dargies (v. 1165-v. 1240)
- Béroul (v. 1170)
- Tommaso d'Inghilterra (v. 1170)
- Maria di Francia (poetessa) (v. 1175)
- Gautier de Coincy (1178-1236)
- Simon d'Authie (1185-1232)
- Guernes_de_Pont-Sainte-Maxence (XII°s)
- Bertolai de Laon (XII°s)
- Audefroi le Bastart (XII°s)
- Robert_de_Boron (XII°s)
- Blondel de Nesle (fine del XII°s)
- Jean Renart (fine XII° - inizio XIII°)
- Renaut (fine del XII - inizio del XIII°)
- Pierre de Beauvais (fine del XII° - inizio del XIII°)
- Chardon de Croisilles (fine XII - inizio XIII)
- Graindor de Douai (fine XII - Inizio XIII)
- Huon de Villeneuve (fine XII - inizio XIII)
- Bertrand de Bar-sur-Aube ((fine XII - inizio XIII)

## Nato nel XIII° secolo

### 1201-1250
- Gerbert de Montreuil (XIII°)
- Guillaume le Clerc de Picardie (XIII°)
- Moniot d'Arras (XIII°)
- Douin de Lavesne (XIII°)
- Perrin d'Angicourt (XIII°)
- Jakemés (XIII°)
- Cortebarbe (XIII°)
- Sarrasin (XIII°)
- Philippe de Nanteuil (XIII°-v. 1249)
- Gillebert de Berneville (XIII°-1270)
- Henri d'Andeli (actif vers 1200-v. 1240)
- Guillaume de Lorris (v. 1200-v. 1238)
- Tebaldo I di Navarra (1201-1253)
- Richard de Fournival (1201-1259)
- Eustache d'Amiens (1203-?)
- Philippe de Rémi (1210-1265)
- Raoul de Soissons (1210-Après 1272)
- Adam de la Halle (v. 1220-v. 1288)
- Jean de Joinville (v. 1224-v. 1317)
- Rutebeuf (v. 1230-v. 1285)
- Huon le Roi (seconda metà del XIII°)
- Gervais du Bus (XIII°-XIV°)
- Adenet le Roi (v. 1240-v. 1300)
- Jean de Meung ou Jean Clopinel ou Chopinel (1240-v. 1304)
- Jean Le Marchant (actif vers 1250-v. 1260)
- Marguerite Porete (v. 1250-1310)

### 1251-1300
- Gilles Le Muisit ( 1272 - 1352 )
- Pierre Bersuire (c. 1290 - 1362 )
- Giovanni il Bello (c. 1290 - 1370 )
- Jean Buridano ( 1295-1358 circa )
- Guillaume de Digulleville ( 1295 - dopo il 1358 )
- Guglielmo d'Amiens (fine del XIII° )
- Maroie de Diergnau (fine del XIII° )
- Dame Margot (fine del XIII° )
- Jacquemart Giélée (fine del XIII° )
- Colin Muset (fine del XIII° )

## Nato nel XIV° secolo

### 1301-1350
- Watriquet di Couvin ( 1300/1330 circa )
- Guillaume de Machaut ( 1300 ca. - 1377 ca.)
- Jean de Venette ( 1307 - 1368 )
- Nicole Oresme ( 1325 - 1382 )
- Filippo de Mézières ( 1327 - 1405 )
- Gastone III di Foix-Béarn ( 1331 - 1391 )
- Jean Froissart ( 1333-1404 ca. )
- Jean de Courcy ( 1340 -?)
- Eustache Deschamps ( 1346 ca. -1407 ca.)
- Eustache Marcadé (13??- 1440 )
- Évrard de Conty (XIV°)

### 1351-1400
- Jean Gerson (1363-1429)
- Christine de Pizan (1364-1430)
- Alain Chartier (v. 1385-v. 1435)
- Antoine de La Sale (1388-v. 1469)
- Jean Juvénal des Ursins (1388-1473)
- Enguerrand de Monstrelet (v. 1390-v. 1453)
- Jehan Régnier (1392 - 1468)
- Carlo di Valois-Orléans (1394-1465)
- Jean Le Fèvre de Saint-Remy (1395-1468)
- Michault Taillevent ( 1390/1395- 1448 / 1458)
- Jean d'Arras (fine del XIV°)
- Coudrette (fine del XIV°)

## Nato nel XV° secolo

### 1401-1450
- Raoul Lefèvre (XV°)
- Bucarius (XV°)
- Jean Miélot (XV° - 1472 )
- Jean Wauquelin (14??- 1452 )
- Giorgio Chastelain ( 1405 - 1475 )
- Giovanni di Bueil ( 1406 - 1477 )
- Martin Le Franc ( 1410 circa - 1461 )
- Sébastien Mamerot ( 1418 - dopo il 1478 )
- Mathieu d'Escouchy ( 1420 - 1471 )
- Arnoul Gréban ( 1420 ca. - 1470 ca.)
- Giovanni di Roye ( 1425 - 1495 )
- Oliviero de La Marche ( 1425 - 1502 )
- Guglielmo Alessio (c. 1425 - 1486 )
- Maria di Clèves ( 1426 - 1487 )
- Jeanne Filleul ( 1426 circa - 1498 circa)
- Marziale d'Alvernia (c. 1430 - 1508 )
- François Villon ( 1431 circa - dopo il 1463 )
- Gauvain Quiéret ( 1433 circa - 1470 )
- Jean Michel (c. 1435 - 1501 )
- Giovanni Molinet ( 1435 - 1507 )
- Filippo di Commynes ( 1445 - 1511 )
- Claudio di Seyssel ( 1450 - 1520 )
- Jean Marot ( 1450 ca. - 1526 ca.)
- Jean de Franchières (XV°)

### 1451-1500
- François Briand (XV°-XVI° )
- Nicolas Herberay des Essarts (XV°-1552)
- Jacques Lefèvre d'Étaples ( 1455 - 1537 )
- Guillaume Dubois detto Crétin ( 1460 - 1525 )
- Guillaume Budé ( 1468 - 1540 )
- Ottaviano di Saint-Gelais ( 1468 - 1502 )
- Jean Lemaire de Belges ( 1473-1525 ca. )
- Pierre Gringore (c. 1475 - 1538 / 1539 )
- Jean Bouchet ( 1476-1558 ca. )
- François Rabelais ( 1483 circa - 1553 )
- Mellin de Saint-Gelais ( 1491 circa - 1558 )
- Margherita di Valois-Angoulême (c. 1492 - 1549 )
- François Vatable ( 1495 - 1546 )
- Clemente Marot ( 1496 circa - 1544 )
- Victor Brodeau (c. 1500 - 1540 )

## Nato nel XVI° secolo

### 1501-1510
- Estienne du Tronchet (v. 1510-v. 1580)
- Guillaume de La Perrière (1503-1565)
- Maurice Scève (v. 1505-v. 1562)
- Michel de l'Hôspital (1505-1573)
- Pietro Olivetano (1506-1538)
- Jean Fernel (1506-1558)
- Guillaume Guéroult (1507-1569)
- Giovanni Calvino (1509-1564)
- Hélisenne de Crenne (1510-v. 1560)
- Bonaventure Des Périers (v. 1510-v. 1544)

### 1511-1520
- Pierre Viret (1511-1571)
- Thomas Sébillet (v. 1512-1589)
- Jacques Amyot (1513-1593)
- Louis Des Masures (v. 1515-1574)
- Pietro Ramo (1515-1572)
- Guillaume Bouchet (1515-1594)
- Denis Lambin (1516/1521-1572)
- Jacques_Peletier_du_Mans (1517-1582)
- Teodoro di Beza (1519-1605)
- Noël du Fail (1520-1591)
- Jacques Yver (1520-1570)

### 1521-1530
- Gilles de Gouberville (1521-1578)
- Pontus de Tyard (1521-1605)
- Joachim du Bellay (1522-1560)
- Pierre de Ronsard (1524-1585)
- François Hotman (1524-1590)
- Filiberto Pingone (1525-1582)
- Louise Labé (v. 1526-v. 1565)
- Rémy Belleau (1528-1577)
- Étienne Pasquier (1529-1615)
- Jean Bodin (1530-1596)
- Marc-Claude de Buttet (1530-1586)
- Étienne de La Boétie (1530-1563)
- Claude Fauchet (1530-1602)

### 1531-1540
- Henri Estienne (1531-1598)
- Orlando di Lasso (1532-1594)
- Jean Antoine de Baïf (1532-1589)
- Étienne Jodelle (1532-1573)
- Michel de Montaigne (1533-1592)
- Jean de La Taille (v. 1533/1540-v. 1617)
- Jean Passerat (1534-1602)
- Nicolas Rapin (1535-1608)
- Jean Vauquelin de La Fresnaye (1536-1606)
- Scévole de Sainte-Marthe (1536-1623)
- Antoine Loysel (1536-1617)
- Bénigne Poissenot (1537/1538-1587)
- Jacques Grévin (1538-1570)
- Olivier de Serres (1539-1619)
- Pierre Pithou (1539-1596)
- Florent Chrestien (1540-1596)
- Pierre de Larivey (1540-1619)
- Pierre de Bourdeille (1540-1614)
- André de Rivaudeau (v. 1540-v. 1580)

### 1541-1550
- Pierre Charron (1541-1603)
- Guillaume de Salluste Du Bartas (1544-1590)
- Jean Papire Masson (1544-1611)
- Robert Garnier (1545-1590)
- Pierre de L'Estoile (1546-1611)
- Philippe Desportes (1546-1606)
- Jean de La Ceppède (1548-1623)
- Étienne Tabourot des Accords (1549-1590)
- Philippe Duplessis-Mornay (1549-1623)
- François d'Amboise (1550-1619)

### 1551-1560
- François Scalion de Virbluneau (seconda metà del XVI°)
- Théodore Agrippa d'Aubigné (1552-1630)
- Jean Bertaut (1552-1611)
- François de Malherbe (1552-1630)
- Odet de Turnèbe (1552-1581)
- François Béroalde de Verville (1556 -1626)
- Jacques Davy du Perron (1556-1618)
- Guillaume du Vair (1556-1621)
- Jean de Sponde (1557-1595)
- Massimiliano di Béthune (1560-1641)

### 1561-1570
- Alexandre Hardy (1560/1570-v. 1632)
- Marie de Gournay (1565-1645)
- Francesco di Sales (1567-1622)
- Honoré d'Urfé (1567-1625)
- Samuel de Champlain (entre 1567 et 1580-1635)
- Marie Le Gendre (1568-XVI°)
- François de Louvencourt (1569-1638)
- Jean-Baptiste Chassignet (1570-1635)
- Jean Ogier de Gombauld (1570-1666)
- Antoine de Nervèze (v. 1570-v. 1622)

### 1571-1580
- Mathurin Régnier (1573-1613)
- Antoine de Montchrestien (v. 1575-1621)
- Enrico II di Rohan (1579-1638)
- Étienne Bournier (v. 1579- ? )

### 1581-1590
- Jean Duvergier de Hauranne, abbé de Saint-Cyran (1581-1643)
- François Maynard (1582-1646)
- Jean-Pierre Camus (1583-1652)
- François Garasse (1585-1631)
- Jean de Schelandre (v. 1585-1635)
- Claude Favre de Vaugelas (1585-1650)
- François de La Mothe Le Vayer (1588-1672)
- Honorat de Bueil de Racan (1589-1670)
- Théophile de Viau (1590-1626)

### 1591-1600
- François Le Métel de Boisrobert (1592-1662)
- Marc-Antoine Girard de Saint-Amant (1594-1661)
- Jean Chapelain (1595-1674)
- Jean Desmarets de Saint-Sorlin (1595-1676)
- Cartesio (1596-1650)
- Claude Malleville (1597-1647)
- Vincent Voiture (1597-1648)
- Jean-Louis Guez de Balzac (1597-1684)
- Guillaume Colletet (1598-1659)
- Madeleine de Souvré de Sablé (1599-1678)
- Marin Le Roy de Gomberville (1600-1674)

## Nato nel XVII° secolo
- Jacquette Guillaume (? - 1665)

### 1601-1610
- Suzanne de Nervèze (? - 1666)
- Georges de Scudéry (1601-1667)
- Guy Patin (1601-1672)
- François L'Hermite (1601-1655)
- Pierre Le Moyne (1602-1671)
- Charles Sorel (1602-1674)
- Charles Cotin (1604-1682
- Jean Mairet (1604-1686)
- Charles Coypeau d'Assoucy (1605-1675)
- Pierre du Ryer (1605-1658)
- Pierre Corneille (1606-1684)
- Antoine Gombaud chevalier de Méré (1607-1685)
- Madeleine de Scudéry (1607-1701)
- Jean Rotrou (1609-1650)
- François Eudes de Mézeray (1610-1683)
- Paul Scarron (1610-1660)

### 1611-1620
- Antoine Arnauld (1612-1694)
- Richemont Banchereau (1612-?)
- Isaac de Benserade (1612-1691)
- Henri de Campion (1613-1663)
- Madame de La Guette (1613-1681)
- François de La Rochefoucauld (scrittore) (1613-1680)
- Jean-François Paul de Gondi (1613-1679)
- Gautier de Costes de La Calprenède (1614-1663)
- Charles de Marguetel de Saint-Denis de Saint-Evremond (v. 1614-1703)
- Jean-François Sarrasin (1614-1654)
- Georges de Brébeuf (1617-1661)
- Roger de Bussy-Rabutin (1618-1693)
- Jacques Chausson (1618-1661)
- Savinien Cyrano de Bergerac (1619-1655)
- Gédéon Tallemant des Réaux (1619-1692)
- Antoine Furetière (1619-1688)
- René Rapin (1620-1687)

### 1621-1630
- Françoise de Motteville (1621-1689)
- Jean de La Fontaine (1621-1695)
- Molière (1622-1673)
- Blaise Pascal (1623-1662)
- Jean Regnault de Segrais (1624-1701)
- Maria d'Orléans-Longueville (1625-1707)
- Thomas Corneille (1625-1709)
- Pierre Nicole (1625-1695)
- Madame de Sévigné (1626-1696)
- Laurent Drelincourt (1626-1680)
- Jacques Bénigne Bossuet (1627-1704)
- Gabriel-Joseph de Lavergne, conte di Guilleragues (1628-1685)
- Charles Perrault (1628-1703)
- Gabriel de Foigny (1630-1692)

### 1631-1640
- Louis Bourdaloue (1632-1704)
- Marie-Catherine de Villedieu (1632-1683)
- Esprit Fléchier (1632-1710)
- Madame de La Fayette (1634-1693)
- Philippe Quinault (1635-1688)
- Nicolas Boileau (1636-1711)
- Adrien-Thomas Perdou de Subligny (1636-1696)
- Antoinette Des Houlières (1638-1694)
- Philippe de Courcillon (1638-1720)
- Jean Donneau de Visé (1638-1710)
- Claude Le Petit (1638-1662)
- Nicolas Malebranche (1638-1715)
- Edme Boursault (1638-1701)
- Jean Racine (1639-1699)
- César Vichard de Saint-Réal (1639-1692)
- Claude Fleury (1640-1723)

### 1641-1650
- Louis Moréri (1643-1680)
- Anne de La Roche-Guilhem (1644-1707)
- Jean de La Bruyère (1645-1696)
- Pierre Le Pesant, sieur de Bois-Guillebert (v. 1646-1714)
- Antoine Galland (1646-1715)
- Pierre Bayle (1647-1706)
- Charles Rivière (1648-1724)

### 1651-1660
- Marie-Catherine d'Aulnoy (1651-1705)
- Fénelon (1651-1715)
- Jacques Abbadie (1654-1727)
- Jean-François Regnard (1655-1709)
- Louis de Mailly (1657-1724)
- Bernard le Bovier de Fontenelle (1657-1757)
- Henri de Boulainvilliers (1658-1712)
- Antoinette-Thérèse Des Houlières (1659-1718)
- Robert Challe (1659-1721)

### 1661-1670
- Philippe Hecquet (1661-1737)
- Charles Rollin (1661-1741)
- Catherine Bernard (1663-1712)
- Alain-René Lesage (1668-1747)
- Henriette-Julie de Castelnau de Murat (1670-1716)
- Jean-Baptiste Dubos (1670-1742)
- Jean-Baptiste Rousseau (1670-1741)

### 1671-1680
- Prosper Jolyot de Crébillon (1674-1762)
- Nicolas Lenglet Du Fresnoy (1674-1755)
- Louis de Rouvroy de Saint-Simon (1675-1755)
- Armand Boisbeleau de La Chapelle (1676-1746)
- François Cottignies (1678-1740)
- Philippe Néricault Destouches (1680-1754)

### 1681-1690
- Claudine Guérin de Tencin (1682-1749)
- Gabrielle-Suzanne Barbot de Villeneuve (1685-1755)
- Pierre de Marivaux (1688-1763)
- Alexis Piron (1689-1773)
- Montesquieu (1689-1755)
- Louis Petit de Bachaumont (1690-1771)

### 1691-1700
- Charlotte Aïssé (1693-1733)
- René-Louis de Voyer de Paulmy d'Argenson (1694-1757)
- Voltaire (1694-1778)
- Françoise de Graffigny (1695-1758)
- Marie Anne de Vichy-Chamrond (1697-1780)
- Antoine François Prévost (1697-1763)
- Marie-Anne Barbier (fine del XVII°-1742)

## Nato nel XVIII° secolo
- Jean-François de La Croix, (scritto nella seconda metà del XVIII°secolo) ;
- Jean-Baptiste Louis de La Roche (intorno al 1700-1780)

### 1701-1710
- Pierre Abraham de La Bretonnière (1701-1778)
- Marguerite de Lubert (1702-1785)
- Jean-Baptiste Boyer d'Argens (1703-1771)
- Charles Pinot Duclos (1704-1772)
- Émilie du Châtelet (1706-1749)
- François Blanchet (1707-1784)
- Georges-Louis Leclerc de Buffon (1707-1788)
- Claude-Prosper Jolyot de Crébillon (1707-1777)
- Julien Offray de La Mettrie (1709-1751)
- Gabriel Bonnot de Mably (1709-1785)
- Jean-Baptiste-Louis Gresset (1709-1777)
- Jean-Jacques Lefranc de Pompignan (1709-1784)
- Charles Simon Favart (1710-1792)

### 1711-1720
- Jeanne-Marie Leprince de Beaumont (1711-1780)
- Jean-Jacques Rousseau (1712-1778)
- Denis Diderot (1713-1784)
- Marie-Jeanne Riccoboni (1713-1792)
- Étienne Bonnot de Condillac (1714-1780)
- Luc de Clapiers de Vauvenargues (1715-1747)
- Claude-Adrien Helvétius (1715-1771)
- Jean-François de Saint-Lambert (1716-1803)
- Carmontelle (1717-1806)
- Jean Baptiste Le Rond d'Alembert (1717-1783)
- Pierre-Jean Grosley (1718-1785)
- Michel-Jean Sedaine (1719-1797)
- François-Joseph Bérardier de Bataut (1720-1794)
- Jacques Cazotte (1720-1792)

### 1721-1730
- Louis Anseaume (1721-1784)
- Tiphaigne de la Roche (1722-1774)
- Paul Henri Thiry d'Holbach (1723-1789)
- Jean-François Marmontel (1723-1799)
- Giacomo Casanova (1725-1798)
- Louise d'Épinay (1726-1783)
- Anne Robert Jacques Turgot (1727-1781)
- Joseph Lanjuinais (1730-1808)
- Le Blanc de Guillet (1730-1799)

### 1731-1740
- Claire-Marie Mazarelli de Saint-Chamond (1731-?)
- Pierre-Augustin Caron de Beaumarchais (1732-1799)
- Jean Baptiste Lefebvre de Villebrune (1732-1809)
- Joseph François Marie Malherbe (1733-1827)
- Louis Poinsinet de Sivry (1733-1804)
- Restif de la Bretonne (1734-1806)
- Charles Joseph de Ligne (1735-1814)
- Joseph Vasselier (1735-1798)
- Jacques-Henri Bernardin de Saint-Pierre (1737-1814)
- Jacques Delille (1738-1813)
- Marchese de Sade (1740-1814)
- Isabelle de Charrière (1740-1805)
- Louis-Sébastien Mercier (1740-1814)

### 1741-1750
- Pierre-Ambroise-François Choderlos de Laclos (1741-1803)
- Nicolas de Condorcet (1743-1794)
- Jean-Antoine Roucher (1745-1794)
- Louis-Jean-Baptiste Simonet de Maisonneuve (1745-1819)
- François-Jean Willemain d'Abancourt (1745-1803)
- Madame de Genlis (1746-1830)
- Jean-Siffrein Maury (1746-1817)
- Armand Louis de Gontaut-Biron (1747-1793)
- Olympe de Gouges (1748-1793)
- Maurice-Élisabeth de Lavergne de Tressan (1749-1809)
- Honoré Gabriel Riqueti de Mirabeau (1749-1791)

### 1751-1760
- Nicolas-Joseph-Laurent Gilbert (1750-1780)
- Évariste de Parny (1753-1814)
- Joseph de Maistre (1753-1821)
- Jacques Pierre Brissot (1754-1793)
- Joseph Sanial-Dubay (vers 1754-1817)
- Jean-Pierre Claris de Florian (1754-1794)
- Charles-Maurice de Talleyrand-Périgord (1754-1838)
- Joseph Joubert (1754-1824)
- Louis de Bonald (1754-1840)
- Anthelme Brillat-Savarin (1755-1826)
- Constantin-François de Chassebœuf de Volney (1757-1820)
- Michał Hieronim Starzeński (1757-1823)
- Antoine-Isaac Silvestre de Sacy (1758-1838)
- François Andrieux (1759-1833)
- Catherine-Joseph-Ferdinand Girard de Propiac (1759-1823)
- Jean-Baptiste Louvet de Couvray (1760-1797)

### 1761-1770
- Charles François Philibert Masson (1761-1807)
- André Chénier (1762-1794)
- Louis-Charles Caigniez (1762-1842)
- Xavier de Maistre (1763-1852)
- Sophie de Condorcet, marquise de Condorcet (1764-1822)
- Antoinette Legroing de La Maisonneuve (1764-1837)
- Fiacre Bouillon (1765-1795)
- Emmanuel de Las Cases (1766-1842)
- Madame de Staël (1766-1817)
- Benjamin Constant de Rebecque (1767-1830)
- Joseph Fiévée (1767-1839)
- François-René de Chateaubriand (1768-1848)
- Charles-Louis Cadet de Gassicourt (1769-1821)
- Sophie Cottin (1770-1807)
- Étienne Pivert de Senancour (1770-1846)

### 1771-1780
- Paul-Louis Courier (1772-1825)
- René-Charles Guilbert de Pixerécourt (1773-1844)
- Joseph-François-Gabriel Hennequin (1775-1842)
- Eugène-François Vidocq (1775-1857)
- Augustine Gottis (1776-1857)
- Marie-Victoire Monnard (1777-1869)
- Pierre-Jean de Béranger (1780-1857)
- Théophile Marion Dumersan (1780-1849)
- Charles Nodier (1780-1844)

### 1781-1790
- Michel Bibaud (1782-1857)
- Prosper de Barante (1782-1866)
- Félicité de La Mennais (1782-1854)
- Charles-Hubert Millevoye (1782-1816)
- Victor Henri-Joseph Brahain Ducange (1783-1833)
- Stendhal (1783-1842)
- Laure Junot d'Abrantès (1784-1838)
- Michel Procope-Couteaux (1684-1753)
- Pierre-Antoine Lebrun (1785-1873)
- Marceline Desbordes-Valmore (1786-1859)
- Alphonse Rabbe (1786-1829)
- Jean-François Didier d'Attel de Luttange (1787-1858)
- François Guizot (1787-1874)
- Théodore Leclercq (1787-1851)
- Abel Dufresne (1788-1872)
- Alexandre Guiraud (1788-1847)
- Charles-Victor Prévost d'Arlincourt (1788-1856)
- Alphonse de Lamartine (1790-1869)

### 1791-1800
- Virginie de Senancour (1791-1876)
- Virginie Ancelot (1792-1875)
- Paul de Kock (1793-1871)
- Jacques-François Ancelot (1794-1854)
- Antoine-Eugène Gaulmier (1795-1829)
- Augustin Thierry (1795-1856)
- Casimir Delavigne (1797-1863)
- Alfred, comte de Vigny (1797-1863)
- Adolphe Thiers (1797-1877)
- Auguste Comte (1798-1857)
- Jules Michelet (1798-1874)
- Honoré de Balzac (1799-1850)
- Contessa di Ségur (1799-1874)
- Henry-Bonaventure Monnier (1799-1877)
- Jean-Jacques Ampère (1800-1864)
- Sophie Doin (1800-1846)

## Nato nel XIX° secolo
- Jacques Bornet (?-? ; scritto nel Secondo Impiro francese)
- Anne Dutertre (?-? ; scritto nel Secondo Impiro francese)
- Geneviève Ruxton (18??-19??)
- Marie de Lignac (pubblicato all'inizio del XIX° )

### 1801-1805
- Claude Tillier (1801-1844)
- Alexandre Dumas padre (1802-1870)
- Victor Hugo (1802-1885)
- Prosper Mérimée (1803-1870)
- Edgar Quinet (1803-1875)
- Charles Augustin de Sainte-Beuve (1804-1869)
- George Sand (1804-1876)
- Charles-Emmanuel Sédillot (1804-1883)
- Eugène Sue (1804-1857)
- Alexis de Tocqueville (1805-1859)

### 1806-1810
- Félix Arvers (1806-1850)
- Auguste Anicet-Bourgeois (1806-1871)
- Charles Lassailly (1806-1843)
- Désiré Nisard (1806-1888)
- Émile Souvestre (1806-1854)
- Aloysius Bertrand (1807-1841)
- Jules Amédée Barbey d'Aurevilly (1808-1889)
- Gérard de Nerval (1808-1855)
- Petrus_Borel (1809-1859)
- Xavier Forneret (1809-1884)
- Pierre-Joseph Proudhon (1809-1865)
- Joseph Bouchardy (1810-1870)
- Maurice de Guérin (1810-1839)
- Hégésippe Moreau (1810-1838)
- Alfred de Musset (1810-1857)
- Antoine-Paulin Pihan (1810-1879)

### 1811-1815
- Adolphe d'Ennery (1811-1889)
- Victor Duruy (1811-1894)
- Théophile Gautier (1811-1872)
- Philothée O'Neddy (1811-1875)
- Victor de Laprade (1812-1883)
- Louise-Victorine Ackermann (1813-1890)
- Clémence Badère (1813-1893)
- Amédée Achard (1814-1875)
- Alphonse Esquiros (1814-1876)
- Élie Berthet (1815-1891)
- Eugène Labiche (1815-1888)

### 1816-1820
- Théophile Cailleux (1816-1890)
- Joseph Arthur de Gobineau (1816-1882)
- Paul Féval padre (1817-1887)
- Pierre Zaccone (1817-1895)
- Eugène Despois (1818-1876)
- Charles Marie René Leconte de Lisle (1818-1894)
- Émile Deschanel (1819-1904)
- Émile Augier (1820-1889)
- Reinhart Dozy (1820-1883)
- Eugène Fromentin (1820-1876)

### 1821-1825
- Henri-Frédéric Amiel (1821-1881)
- Charles_Baudelaire (1821-1867)
- Jules Champfleury (1821-1889)
- Gustave Flaubert (1821-1880)
- Jules Prior (1821-1903)
- Edmond de Goncourt et Jules de Goncourt (1822-1896 & 1830-1870)
- Erckmann-Chatrian (1822-1899 & 1826-1890)
- Armand Lapointe (1822-1910)
- Louis Ménard (1822-1901)
- Théodore Barrière (1823-1877)
- Théodore de Banville (1823-1891)
- Charles Gouraud (1823-?)
- Xavier de Montépin (1823-1902)
- Aristide Marre (1823-1918)
- Ernest Renan (1823-1892)
- Alexandre Dumas figlio (1824-1895)
- Octavie Lagrange (1825-1899)

### 1826-1830
- Eugène Chavette (1827-1902)
- Charles De Coster (1827-1879)
- Octave Lacroix (1827-1901)
- Edmond About (1828-1885)
- Ernest Hello (1828-1885)
- Hippolyte Taine (1828-1893)
- Jules Verne (1828-1905)
- Zénaïde Fleuriot (1829-1890)
- Numa Denis Fustel de Coulanges (1830-1889)
- Hector Malot (1830-1907)
- Louise Michel (1830-1905)
- Henri Rochefort (1830-1913)

### 1831-1835
- Henri-Raymond Casgrain (1831-1904)
- Raoul de Navery (1831-1885)
- Victorien Sardou (1831-1908)
- Louis Marcel Devic (1832-1888)
- Émile Gaboriau (1832-1873)
- Léon Gautier (1832-1897)
- Jules Vallès (1832-1885)
- Augustine Tuillerie, dite G. Bruno (1833-1923)
- Jean-Marie Déguignet (1834-1905)
- Édouard Pailleron (1834-1899)

### 1836-1840
- Fernand Belligéra (1836-1865)
- Alexis Bouvier (1836-1892)
- Ernest Boysse (1836-1891)
- Louise Drevet (1836-1898)
- Eugène Le Roy (1836-1907)
- Jules Simon Troubat (1836-1914)
- Juliette Adam (1836-1936)
- Henry Becque (1837-1899)
- Henri Boudet (1837-1915)
- Auguste de Villiers de L'Isle-Adam (1838-1889)
- Jules Lermina (1839-1915)
- Sully Prudhomme (1839-1907)
- Arthur Buies (1840-1901)
- Jules Claretie (1840-1913)
- Alphonse Daudet (1840-1897)
- Émile Zola (1840-1902)

### 1841-1845
- Gustave Le Bon (1841-1931)
- François Coppée (1842-1908)
- Charles Cros (1842-1888)
- Henry Gréville (1842-1902)
- José-Maria de Hérédia (1842-1905)
- Stéphane Mallarmé (1842-1898)
- Paul Arène (1843-1896)
- Anatole France (1844-1924)
- Paul Verlaine (1844-1896)
- Tristan Corbière (1845-1875)

### 1846-1850
- Léon Bloy (1846-1917)
- Médéric Charot (1846-1916)
- Lautréamont (1846-1870)
- Étienne Rocheverre, pseud. de Nouvion (1846 - 1906)
- Maurice Rollinat (1846-1903)
- Paul Alexis (1847-1901)
- Henry Le Tonnelier de Breteuil (1847-1916)
- Émile Faguet (1847-1916)
- Marie d'Agon de la Contrie (1848-1908)
- Jean Aicard (1848-1921)
- Auguste Angellier (1848-1911)
- Honoré Beaugrand (1848-1906)
- Georges de Peyrebrune (1848-1917)
- Joris-Karl_Huysmans (1848-1907)
- Octave Mirbeau (1848-1917)
- Georges Ohnet (1848-1918)
- Jacques Normand (1848-1931)
- Paul Cunisset-Carnot (1849-1919)
- Georges de Porto-Riche (1849-1930)
- Sibylle Gabrielle Riqueti de Mirabeau (1849-1932)
- Edgar La Selve (1849-1892)
- Jean_Richepin (1849-1926)
- Nérée Beauchemin (1850-1931)
- Guy de Maupassant (1850-1893)
- Pierre Loti (1850-1923)

### 1851-1855
- Germain Nouveau (1851-1920)
- Paul Vibert (1851-1918)
- Élémir Bourges (1852-1925)
- Paul Bourget (1852-1935)
- Auguste Gérard (1852-1922)
- René Bazin (1853-1932)
- Jean-Louis Dubut de Laforest (1853-1902)
- Jeanne Loiseau, dite Daniel-Lesueur (1854-1921)
- Alphonse Allais (1854-1905)
- Arthur Rimbaud (1854-1891)
- Laurent Tailhade (1854-1919)
- Paul Deschanel (1855-1922)
- Émile Verhaeren (1855-1916)
- Georges Rodenbach (1855-1898)

### 1856-1860
- Emmanuel Arène (1856-1908)
- Pierre Decourcelle (1856-1926)
- Jean Papadiamantopoulos, dit Jean Moréas (1856-1910)
- Jean Paul Clarens (1857-19..)
- Émile Coué (1857-1926)
- Gustave Lanson (1857-1934)
- Alfred Capus (1858-1922)
- Georges Courteline (1858-1929)
- Remy de Gourmont (1858-1915)
- Neel Doff (1858-1942)
- Émile Durkheim (1858-1917)
- Jules Lemaître (1858-1915)
- Albert Samain (1858-1900)
- Gustave Belot (1859-1929)
- Gustave Kahn (1859-1936)
- Henri Bergson (1859-1941)
- Jacques_Madeleine (1859-1941)
- Anatole Le Braz (1859-1926)
- Georges Ancey (1860-1917)
- Jules Laforgue (1860-1887)
- Paul Margueritte (1860-1918)
- Michel Zévaco (1860-1918)

### 1861-1865
- Saint-Pol-Roux (1861-1940)
- Henri Carnoy (1861-1930)
- Paul Adam (1862-1920)
- Maurice Barrès (1862-1923)
- Léo Claretie (1862-1924)
- Georges Darien (1862-1921)
- Max Elskamp (1862-1931)
- Georges Feydeau (1862-1921)
- René Ghil (1862-1925)
- Henri Lammens (1862-1937)
- Maurice Maeterlinck (1862-1949)
- Jean Ajalbert (1863-1947)
- Marguerite Audoux (1863-1937)
- Charles Le Goffic (1863-1932)
- Stuart Merrill (1863-1915)
- Henri de Régnier (1864-1936)
- Maurice Leblanc (1864-1941)
- Jules Renard (1864-1910)
- Ray Nyst (1864-1948)
- George-Albert Aurier (1865-1892)

### 1866-1870
- Tristan Bernard (1866-1947)
- Henry Cormeau (1866-1929)
- Romain Rolland (1866-1944)
- Ambroise Vollard (1866-1939)
- René Boylesve (1867-1926)
- Léon Daudet (1867-1942)
- Gabriel Randon, dit Jehan-Rictus (1867-1933)
- Georges Grassal de Choffat, dit Hugues Rebell (1867-1905)
- Marcel Schwob (1867-1905)
- Paul-Jean Toulet (1867-1920)
- Émile-Auguste Chartier, dit Alain (1868-1951)
- Jean Schopfer (1868-1931)
- Maurice Champagne (1868-1951)
- Paul Claudel (1868-1955)
- Alexandra David-Néel (1868-1969)
- Francis Jammes (1868-1938)
- Gaston Leroux (1868-1927)
- Charles Maurras (1868-1952)
- Edmond Rostand (1868-1918)
- André Spire (1868-1966)
- André Suarès (1868-1948)
- Léon Abric (1869-1942)
- Émile Bodin (1869-1923)
- Gaston de Caillavet (1869-1915)
- Felis silvestris catus (1869—1913)
- André Gide (1869-1951)
- Louis Artus (1870-1960)
- Henry Bordeaux (1870-1963)
- Jacques Boulenger (1870-1944)
- François René Boullaire (1870-1935)
- Pierre Louÿs (1870-1925)

### 1871-1875
- Arthur Bernède (1871-1937)
- Marcel Proust (1871-1922)
- Paul Valéry (1871-1945)
- Henry Bataille (1872-1922)
- Cardeline (1872-1970)
- Robert de Flers (1872-1927)
- Paul Fort (1872-1960)
- Paul Léautaud (1872-1956)
- Louis Mandin (1872-1943)
- François-Paul Alibert (1873-1953)
- Henri Barbusse (1873-1935)
- Colette (1873-1954)
- Émile Guillaumin (1873-1951)
- Alfred Jarry (1873-1907)
- Charles Péguy (1873-1914)
- Paul Acker (1874-1915)
- Lucie Delarue-Mardrus (1874-1945)
- Marc Leclerc (1874-1946)
- Henry Jean-Marie Levet (1874-1906)
- Charles-Louis Philippe (1874-1909)
- Pierre Souvestre (1874-1914)
- Albert Thibaudet (1874-1936)
- Maurice Renard (1875-1939)
- André Baillon (1875-1932)
- Charles Bernard (1875-1961)

### 1876-1880
- Henri Bernstein (1876-1953)
- Pierre Albert-Birot (1876-1967)
- Anna de Noailles (1876-1933)
- Max Jacob (1876-1944)
- Léon-Paul Fargue (1876-1947)
- Joseph Malègue (1876-1940)
- Georges Athénas (1877-1953), nom de plume avec son cousin Marius-Ary Leblond
- Albert Cahuet (1877-1942)
- Alphonse de Chateaubriant (1877-1951)
- Jeanne Faure-Sardet (1877-?)
- Henri-Georges Jeanne, pseudonyme principal H.-J. Magog (1877-1947)
- Oscar Vladislas de Lubicz-Milosz Oscar Venceslas de Lubicz (1877-1939)
- Raymond Roussel (1877—1933)
- Charles-Ferdinand Ramuz, dit C.-F. Ramuz (1878-1947)
- Victor Segalen (1878-1919)
- Léon Werth (1878-1955)
- Jacques Bainville (1879-1936)
- Henri Bachelin (1879-1941)
- Georges Bugnet (1879-1981)
- Henry de Monfreid (1879-1974)
- André Mary (1879-1962)
- Émile Nelligan (1879-1941)
- Francis Picabia (1879-1953)
- Guillaume Apollinaire (1880-1918)
- René Arcos (1880-1959)
- René Béhaine (1880-1966)
- Francis de Miomandre (1880-1959)
- Jacques Dyssord (1880-1952)
- Louis Hémon (1880-1913)
- Alexandre Merlo, dit Aimé Merlo (1880-1958), nom de plume avec son cousin Marius-Ary Leblond

### 1881-1885
- Octave Aubry (1881-1946)
- Alphonse Beauregard (1881-1924)
- Jérôme Carcopino (1881-1970)
- Paul Cazin (1881-1963)
- Valery Larbaud (1881-1957)
- Roger Martin du Gard (1881-1958)
- André Salmon (1881-1969)
- Jean Giraudoux (1882-1944)
- Fadhma Aït Mansour Amrouche (1882-1967)
- André Billy (1882-1971)
- Louis Pergaud (1882-1915)
- Catherine Pozzi (1882-1934)
- Maurice Bedel (1883-1954)
- Abel Bonnard (1883-1968)
- José de Bérys (1883-1957)
- Maurice Garçot (1883-1969)
- Pierre Mac Orlan (1883-1970)
- Jean Marquet (1883-1954)
- Marie Noël (1883-1967)
- Denis Amiel (1884-1977)
- Alexandre Arnoux (1884-1973)
- Gaston Bachelard (1884-1962)
- Pierre Henri Cami (1884-1958)
- Jacques Chardonne (1884-1968)
- Georges Duhamel (1884-1966)
- Suzanne Lacascade (1884-1966)
- Jean Paulhan (1884-1968)
- Georges Ribemont-Dessaignes (1884-1974)
- Jules Supervielle (1884-1960)
- Marcel Allain (1885-1969)
- René Benjamin (1885-1948)
- Henri Béraud (1885-1958)
- Martha Bibescu (1885-1973)
- Fernand Crommelynck (1885-1970)
- Claude Esil (1885-1986)
- Sacha Guitry (1885-1957)
- François Mauriac (1885-1970)
- André Maurois (1885-1967)
- Jean Pellerin (1885-1921)
- Jules Romains (1885-1972)
- Albert t'Serstevens (1885-1974)

### 1886-1890
- Alain-Fournier (1886-1914)
- Pierre Benoît (1886-1962)
- Francis Carco (1886-1958)
- Jean de La Ville de Mirmont (1896-1914)
- Roland Dorgelès (1886-1973)
- Geneviève Fauconnier (1886-1969)
- Blaise Cendrars (1887-1961)
- Félix de Chazournes (1887-1940)
- Guillaume Gaulène (1887-1978)
- Pierre Jean Jouve (1887-1976)
- Jean de La Varende (1887-1959)
- Marc-George Mallet (1887-2024)
- Marcel Martinet (1887-1944)
- Henri Pourrat (1887-1959)
- Saint-John Perse (1887-1975)
- Georges Bernanos (1888-1948)
- Henri Bosco (1888-1976)
- Jacques de Lacretelle (1888-1985)
- Albert-Paul Granier (1888-1917)
- Marcel Jouhandeau (1888-1979)
- Paul Morand (1888-1976)
- Germaine Mornand (1888-1976)
- Madame Conrad Bastien (1888 ou 1889-1942)
- Isaac Moumé Etia (1889 -1939)
- Germaine Acremant (1889-1986)
- Jean Cocteau (1889-1963)
- Tristan Derème (1889-1941)
- Émile Henriot (1889-1961)
- Désiré-Joseph d’Orbaix (1889-1943)
- Jacques Prado (1889-1928)
- Pierre Reverdy (1889-1960)
- Charles Silvestre (1889-1948)
- André Birabeau (1890-1974)
- Maurice Blanchard (1890-1960)
- Charles de Gaulle (1890-1970)
- Maurice Genevoix (1890-1980)
- Victor Serge (1890-1947)

### 1891-1895
- Max Ernst (1891-1976)
- Pierre Drieu La Rochelle (1893-1945)
- Régis Messac (1893-1945)
- Philippe de Zara (1893-1984)
- Claude Cahun (Lucy Schwob) (1894-1954)
- Louis-Ferdinand Céline (1894-1961)
- Joseph Delteil (1894-1978)
- Pierre Latrobe (1894-1967)
- Roger Vercel (1894-1957)
- Gabriel Chevallier (1895-1969)
- Jean-Baptiste Cinéas (1895-1958)
- Albert Cohen (1895-1981)
- Henry de Montherlant (1895-1972)
- Jean des Vallières (1895-1970)
- Paul Éluard (1895-1952)
- Claude Fayet (1895-1986)
- Jean Giono (1895-1970)
- Marcel Pagnol (1895-1974)

### 1896-1900
- Antonin Artaud (1896-1948)
- André Breton (1896-1966)
- Georges Finaud (1896-1976)
- Elsa Triolet (1896-1970)
- Tristan Tzara (1896-1963)
- Louis Aragon (1897-1982)
- Georges Bataille (1897-1962)
- Joë Bousquet (1897-1950)
- Suzanne Clausse (1897-1996)
- Philippe Soupault (1897-1990)
- Marcel Thiry (1897-1977)
- Kikou Yamata (1897-1975)
- Emmanuel Bove (1898-1945)
- Eugène Dabit (1898-1936)
- Michel de Ghelderode (1898-1962)
- Benjamin Fondane (1898-1944)
- Robert Goffin (1898-1984)
- Jean Grenier (1898-1971)
- Philippe Hériat (1898-1971)
- Joseph Kessel (1898-1979)
- Géo Norge (1898-1990)
- Paul Vialar (1898-1996)
- Roger Vitrac (1899-1952)
- Marcel Achard (1899-1974)
- Marcel Arland (1899-1986)
- Jacques Audiberti (1899-1965)
- Louis Guilloux (1899-1980)
- Suzanne Lauriot Prévost (1899-1991)
- Henri Michaux (1899-1984)
- Francis Ponge (1899-1988)
- Armand Salacrou (1899-1989)
- Gabriel Audisio (1900-1978)
- Louis Brauquier (1900-1976)
- André Chamson (1900-1983)
- Antoine de Saint-Exupéry (1900-1944)
- Robert Desnos (1900-1945)
- André Dhôtel (1900-1991)
- Julien Green (1900-1998)
- Amadou Hampâté Bâ (1900/1901-1991)
- Georges Limbour (1900-1970)
- Robert Perrein (1900-1980)
- Jacques Prévert (1900-1977)
- Nathalie Sarraute (1900-1999)
- Suzy Solidor (1900-1983)

## Nato nel XX° secolo

### 1901-1905
- Claude Aveline (1901-1992)
- Henri Petiot, dit Daniel-Rops (1901-1965)
- Maurice David (1901-1945)
- Lanza del Vasto (1901-1981)
- Jean Guitton (1901-1999)
- Claude Jaunière (1901-1989)
- Charles Lecocq (1901-1922)
- Michel Leiris (1901-1990)
- Suzanne Lilar (1901-1992)
- André Malraux (1901-1976)
- Jean Prévost (1901-1944)
- Jean-Joseph Rabearivelo (1901-1937)
- Alexandre Vialatte (1901-1971)
- Marcel Aymé (1902-1967)
- Malcolm de Chazal, (1902-1981)
- Louise de Vilmorin (1902-1969)
- Georges Hyvernaud (1902-1983)
- Julien Torma (1902-1933)
- Jean Bruller, dit Vercors (1902-1991)
- Jean Follain (1903-1971)
- Ella Maillart (1903-1997)
- Irène Némirovsky (1903-1942)
- Raymond Queneau (1903-1976)
- Raymond Radiguet (1903-1923)
- Lucien Rebatet (1903-1972)
- Georges Simenon (1903-1989)
- Jean Tardieu (1903-1995)
- Marguerite de Crayencour, dite Marguerite Yourcenar (1903-1987)
- Henri Calet (1904-1956)
- Gilbert Lely (1904-1985)
- Guy Lévis Mano (1904-1980)
- Madeleine Truel (1904-1945)
- Raymond Aron (1905-1983)
- Noël Devaulx (1905-1995)
- Simone Dever (1905-1977)
- Jean Gaulmier (1905-1997)
- Raymond Guérin (1905-1955)
- Vladimir Pozner (1905-1992)
- Jean-Paul Sartre (1905-1980)
- Georges Schehadé (1905-1989)
- Louis Scutenaire (1905-1987)

### 1906-1910
- Ferdinand Alquié (1906-1985)
- Jean Amrouche (1906-1962)
- Samuel Beckett (1906-1989)
- Jean Blanzat (1906-1977)
- Madeleine Bourdouxhe (1906-1996)
- Henri Charrière (1906-1973)
- Achille Chavée (1906-1969)
- Charles Exbrayat (1906-1989)
- Maurice Fombeure (1906-1981)
- Roger Frison-Roche (1906-1999)
- Irène Hamoir (1906-1994)
- René Huyghe (1906-1997)
- Pierre Molaine (1906-2000)
- Maurice Sachs (1906-1945)
- Pierre Seghers (1906-1987)
- Georges Soulès, dit Raymond Abellio (1907-1986)
- Dominique Aury (1907-1998)
- Maurice Blanchot (1907-2003)
- René Char (1907-1988)
- André de Richaud (1907-1968)
- André Frénaud (1907-1993)
- Paul Gadenne (1907-1956)
- Roger Gilbert-Lecomte (1907-1943)
- Louis Guillaume (1907-1971)
- Eugène Guillevic (1907-1997)
- Violette Leduc (1907-1972)
- Georges Magnane (1907-1985)
- Roger Peyrefitte (1907-2000)
- Jules Roy (1907-2000)
- Roger Vailland (1907-1965)
- Léon Aréga (1908-?)
- René Daumal (1908-1944)
- Simone de Beauvoir (1908-1986)
- Claude Lévi-Strauss (1908-2009)
- Robert Merle (1908-2004)
- Simone Weil (1909-1943)
- Robert Brasillach (1909-1945)
- Jean d'Osta (1909-1993)
- Eugène Ionesco (1909-1994)
- Léo Malet (1909-1996)
- André Pieyre de Mandiargues (1909-1991)
- Henriette Robitaillie (1909-1992)
- Gabrielle Roy (1909-1983)
- Jean Anouilh (1910-1987)
- Jean Genet (1910-1986)
- Julien Gracq (1910-2007)
- Paul Guth (1910-1997)
- Robert Margerit (1910-1988)
- Jean Meckert (1910-1995)

### 1911-1915
- René Barjavel (1911-1985)
- Édouard Lévèque, dit Jean-Louis Boncoeur (1911-1997)
- Jean-Pierre Hervé Bazin, dit Hervé Bazin (1911-1996)
- Jean Cayrol (1911-2005)
- Emil Cioran (1911-1995)
- Patrice de la Tour du Pin (1911-1975)
- Guy de Pérusse des Cars, dit Guy des Cars (1911-1993)
- Armel Guerne (1911-1980)
- André Hardellet (1911-1974)
- Raphaël Tardon (1911-1967)
- Lev Tarassov, dit Henri Troyat (1911-2007)
- Jacques Bergier (1912-1978)
- Pierre Boulle (1912-1994)
- Hector de Saint-Denys Garneau (1912-1943)
- Jacques de Bourbon Busset (1912-2001)
- Léon-Gontran Damas (1912-1978)
- Roger Ikor (1912-1986)
- Edmond Jabès (1912-1991)
- Jean Lescure (1912-2005)
- Armand Robin (1912-1961)
- Taos Amrouche (1913-1976)
- Henry Bauchau (1913-2012)
- Antoine-Roger Bolamba (1913-2002)
- Roger Caillois (1913-1978)
- Albert Camus (1913-1960)
- Aimé Césaire (1913-2008)
- Gilbert Cesbron (1913-1979)
- Maurice Colin (1913-1999)
- Albert Cossery (1913-2008)
- Pierre Daninos (1913-2005)
- Luc Dietrich (1913-1944)
- Mouloud Feraoun (1913-1962)
- Armand Lanoux (1913-1983)
- Louis Carette, dit Félicien Marceau (1913-2012)
- Dominique Rolin (1913-2012)
- Claude Simon (1913-2005)
- Béatrix Beck (1914-2008)
- Lucien Bodard (1914-1998)
- Georges-Emmanuel Clancier (1914-2018)
- Julio Cortazar (1914-1984)
- Marguerite Duras (1914-1996)
- Romain Kacew dit Romain Gary ou Émile Ajar (1914-1980)
- Roger Rabiniaux (1914-1986)
- Robert Rius (1914-1944)
- Pham Van Ky (1914-1992)
- Jean Anglade (1915-2017)
- Jacques Choffel (1915-1996)
- Loys Masson (1915-1969)
- Claude Roy (1915-1997)
- Ahmed Sefrioui (1915-2004)

### 1916-1920
- André Bay (1916-2013)
- Virgil Gheorghiu (1916-1992)
- Anne Hébert (1916-2000)
- Georges Arnaud (1917-1987)
- Louis Laffitte, dit Jean-Louis Curtis (1917-1995)
- Mouloud Mammeri (1917-1989)
- Paul Morelle (1917-2007)
- Christiane Rochefort (1917-1998)
- Ambroise Yxemerry (1917-2013)
- Louis Althusser (1918-1990)
- Marie-Thérèse Colimon Hall (1918-1997)
- Hélène Bessette (1918-2000)
- René de Obaldia (1918-2022)
- Maurice Druon (1918-2009)
- Louis-René des Forêts (1918-2000)
- Anatole Bisk, dit Alain Bosquet (1919-1998)
- René David (1919-2013)
- Michel Déon (1919-2016)
- Pierre Gamarra (1919-2009)
- Roger Grenier (1919-2017)
- Jacques Laurent-Cely, dit Jacques Laurent ou Cécil Saint-Laurent (1919-2000)
- Maurice Loton (1919-2007)
- Marc Patin (1919-1944)
- Robert Pinget (1919-1997)
- Armand Toupet (1919-2006)
- Jean Venturini (1919-1940)
- Juliette Benzoni (1920-2016)
- Jean-Pierre Chabrol (1920-2001)
- Jean-François Chabrun (1920-1997)
- Andrée Chedid (1920-2011)
- Émile Danoën (1920-1999)
- Françoise d'Eaubonne (1920-2005)
- Francine de Selve (1920-2002)
- Mohammed Dib (1920-2003)
- Jean Dutourd (1920-2011)
- Marie-Joseph Lory (1920-1993)
- Albert Memmi (1920-2020)
- Jean Pélégri (1920-2003)
- Jean-Charles Pichon (1920-2006)
- Jeanne Tomasini (1920-2022)
- Boris Vian (1920-1959)
- Gabrielle Wittkop (1920-2002)

### 1921-1925
- Jean Aubert (1921-2011)
- Roger Boussinot (1921-2001)
- Frédéric Dard (1921-2000)
- Christine de Rivoyre (1921-2019)
- Laurence Iché (1921-2007)
- Gérald Neveu (1921-1960)
- Jean Lacouture (1921-2015)
- Frédéric Jacques Temple (1921-2020)
- René Masson (1922-1988)
- Antoine Blondin (1922-1990)
- Jean-Charles (1922-2003)
- Jean-Claude Renard (1922-2002)
- Claude Ollier (1922-2014)
- Alain Robbe-Grillet (1922-2008)
- Daniel Boulanger (1922-2014)
- Stefan Wul (1922-2003)
- Maurice Audebert (1923-2012)
- Michel Bernanos (1923-1964)
- Yves Bonnefoy (1923-2016)
- François Cavanna (1923-2014)
- Bernard Clavel (1923-2010)
- Roger Foulon (1923-2008)
- Frédéric Kiesel (1923-2007)
- Georges Perros (1923-1978)
- Simone Roger-Vercel (1923-2015)
- Robert Sabatier (1923-2012)
- Ousmane Sembène (1923-2007)
- Jorge Semprún (1923-2011)
- Fred Deux (1924-2015)
- Petru Dumitriu (1924-2002)
- François Augiéras (1925-1971)
- Alphonse Boudard (1925-2000)
- Michelle Clément-Mainard (1925-2015)
- Jean d'Ormesson (1925-2017)
- Frantz Fanon (1925-1961)
- Loránd Gáspár (1925-2019)
- Philippe Jaccottet (1925-2021)
- Roger Nimier (1925-1962)
- Maurice Pons (1925-2016)
- Jean Raspail (1925-2020)

### 1926-1930
- Michel Butor (1926-2016)
- Driss Chraïbi (1926-2007)
- Michel Foucault (1926-1984)
- Michel Larneuil (1926-2011)
- Charles Le Quintrec (1926-2008)
- Jean Sénac (1926-1973)
- Bernard du Boucheron (1927-)
- Elmira Chackal (1927-)
- Jacques Dupin (1927-2012)
- René Fallet (1927-1983)
- Ahmadou Kourouma (1927-2003)
- François Nourissier (1927-2011)
- Annie Saumont (1927-2017)
- Georges-Jean Arnaud (1928-2020)
- René Ballet (1928-2017)
- Louis Calaferte (1928-1994)
- Françoise Dorin (1928-2018)
- Édouard Glissant (1928-2011)
- Cheikh Hamidou Kane (1928-)
- Gaston Miron (1928-1996)
- Suzy Morel (1928-2007)
- Pierre Schoendoerffer (1928-2012)
- André Schwarz-Bart (1928-2006)
- Hubert Aquin (1929-1977)
- Mariama Bâ (1929-1981)
- Jean Baudrillard (1929-2007)
- Nicolas Bouvier (1929-1998)
- François Cheng (1929-)
- Antoinette Dilasser (1929-2021)
- Dominique Fernandez (1929-)
- Charles Galpérine (1929-2019)
- Milan Kundera (1929-2023)
- Bertrand Poirot-Delpech (1929-2006)
- Jacques Réda (1929-)
- Kateb Yacine (1929-1989)
- Jean Breton (1930-2006)
- Claude Michel Cluny (1930-2015)
- Jean Forton (1930-1982)
- Françoise Mallet-Joris (1930-2016)
- Dominique Zardi (1930-2009)

### 1931-1935
- Janine Boissard (1932—)
- Philippe Boyer (1931—)
- Jean-Claude Carrière (1931-2021)
- Thalie de Molènes (1931—)
- Sébastien Japrisot (1931-2003)
- Joseph Joffo (1931-2018)
- Mona Ozouf (1931—)
- Gilles Perrault (1931—)
- Jack Thieuloy (1931-1996)
- Frédérick Tristan (1931-2022)
- Fernando Arrabal (1932—)
- Mongo Beti (1932-2001)
- Max Gallo (1932-2017)
- Claude Pujade-Renaud (1932—)
- Jacques Roubaud (1932—)
- Claude Alibert (1933-2011)
- Jacques Godbout (1933—)
- Zaghloul Morsy (1933-2020)
- Claude-Henri Rocquet (1933-2016)
- Alain Amselek (1934—)
- Charles Juliet (1934—)
- Rose de Laval (1934-2017)
- René-Victor Pilhes (1934-2021)
- Célestin-Virgile Adiko (1935-1977)
- Bernard Assiniwi (1935-2000)
- Claude Esteban (1935-2006)
- Agota Kristof (1935-2011)
- Pierre Ryckmans, dit Simon Leys (1935-2014)
- Lionel Ray (1935—)
- Françoise Quoirez, dite Françoise Sagan (1935-2004)
- Monique Wittig (1935-2003)
- Daniel Zimmermann (1935-2000)
- Dominique De Roux (1935-1977)

### 1936-1940
- Heliane Bernard (1936—)
- Ely Boissin (1936—)
- Fernand Combet (1936-2003)
- Anne Cuneo (1936-2015)
- Jacques Bellefroid (1936—)
- Christian Dedet (1936—)
- Assia Djebar (1936-2015)
- Jean-Pierre Basilic Dantor Franck Étienne d'Argent dit Frankétienne (1936—)
- Jean-Edern Hallier (1936-1997)
- Jean-René Huguenin (1936-1962)
- Dominique Jamet (1936—)
- Philippe Labro (1936—)
- Yves Martin (1936-1999)
- Gabriel Matzneff (1936—)
- Georges Perec (1936-1982)
- Marie Rouanet (1936—)
- Philippe Sollers (1936-2023)
- Dominique Aguessy (1937 —)
- Marc Alyn (1937—)
- Jean-Pierre Bastid (1937—)
- Pierre Billon (1937—)
- Andrée Brunin (1937-1993)
- Maryse Condé (1937—)
- Conrad Detrez (1937-1985)
- John Dubouchet (1937—)
- Vénus Khoury-Ghata (1937—)
- Jean Métellus (1937-2014)
- Jean Orizet (1937—)
- Pierre Pachet (1937-2016)
- Lucien Vassal (1937—)
- Frantz-André Burguet (1938-2011)
- Jean-René Guay (1938-2001)
- Jean-Louis M. Monod (1938—)
- Bernard Ollivier (1938—)
- Simone Schwarz-Bart (1938—)
- Julie Stanton (1938—)
- Marie-Claire Blais (1939—)
- Pierre Desproges (1939-1988)
- Jean-Pierre Desthuilliers (1939-2013)
- Vincent La Soudière (1939-1993)
- Pierre Mertens (1939—)
- Joëlle Stagoll (1939-2016)
- Pierre Combescot (1940-2017)
- Annie Ernaux (1940—)
- Nabile Farès (1940-2016)
- Gérard Guégan (1940—)
- Pierre Guyotat (1940-2020)
- Jean-Marie Gustave Le Clézio (1940—)
- Lamine Kamara (1940—)
- Émile Ollivier (1940-2002)
- Yambo Ouologuem (1940-2017)
- Maurice Thuilière (1940—)
- Marguerite Bauer Benidir (1940-)

### 1941-1945
- Jean-Luc Benoziglio (1941-2013)
- Jean-Paul Demure (1941—)
- Mohammed Khaïr-Eddine (1941-1995)
- Jean Marcel (1941-2019)
- Anne-Marie Simond (1941—)
- Claude-Emmanuelle Yance (1941—)
- Denise Bernhardt (1942—)
- Abdoulaye Y. Dabo (1942—)
- Georges-Noël Jeandrieu (1942-2018)
- Vassilis Alexakis (1943-2021)
- Jacques-Pierre Amette (1943—)
- François Barat (1943—)
- Nicole Brossard (1943—)
- Jean-Claude Clari (1943—)
- Christian Gailly (1943-2013)
- Leslie Kaplan (1943—)
- Charles Lancar (1943—)
- Michel Loirette (1943—)
- Jacques Manguso (1943—)
- Jacques-Arnaud Penent (1943-1994)
- Giulio-Enrico Pisani (1943—)
- Jean Simoneau (1943—)
- Jean C. Baudet (1944—)
- Tahar Ben Jelloun (1944—)
- Annie Cohen (1944—)
- Daniel de Roulet (1944—)
- Paul Emond (1944—)
- Ahmad Kamyabi Mask (1944—)
- Claire Fourier (1944—)
- Cécil Guitart (1944—2010)
- Bernard Lenteric (1944-2009)
- Jean-Pierre Martinet (1944-1993)
- Daniel Pennac (1944—)
- Jean-Christian Petitfils (1944—)
- Jean-Claude Rodet (1944—)
- Frédéric Vitoux (1944—)
- Gérard Adam (1945—)
- Azzédine Bounemeur (1945-)
- Philippe Muray (1945—2006)
- Marie-France Briselance (1945—2018)
- Françoise Chandernagor (1945—)
- Alioune Badara Coulibaly (1945—)
- Denise Desautels (1945—)
- Bernard Desmaretz (1945-2006)
- Thomas Dretart (1945—)
- Tony Duvert (1945-2008)
- Max Genève (1945—)
- Michel-Georges Micberth (1945—)
- Pierre Michon (1945—)
- Patrick Modiano (1945—)
- Raymond Penblanc (1945-)
- Katy Rémy (1945—)
- Michel Rio (1945—)
- Chantal Thomas (1945—)